# サーシャ・グレイ
サーシャ・グレイ（Sasha Grey、1988年3月14日 - ）は、アメリカ合衆国の女優である。主流映画の俳優やモデル、ミュージシャンとしても活動している。

## 来歴
生まれてすぐに父親が家を出ており、以後母、兄、妹の家族構成で育つ。「特に兄は親友よりも強く信頼している」と語っている。
22歳で180本以上のポルノに主演。ソダーバーグ監督からの熱いオファーがあり、『ガールフレンド・エクスペリエンス』に出演。
2010年にポルノ業界を去った。

## 主な出演作品
| 年     | 題名                                | 役名                                           | 備考                               |
| ------ | ----------------------------------- | ---------------------------------------------- | ---------------------------------- |
| 2007年 | Homo Erectus                        | カバーガール                                   |                                    |
| 2008年 | パイレーツ・オブ・アイランド        | マリア                                         |                                    |
| 2009年 | ガールフレンド・エクスペリエンス    | チェルシー/ クリスティン・ブラウン             |                                    |
| 2009年 | James Gunn's PG Porn                | トリシア                                       | エピソード1「web series」出演      |
| 2009年 | Smash Cut                           | エイプリル・カーソン                           |                                    |
| 2009年 | 9to5 – Days in Porn                 | 本人                                           | ポルノ産業に関するドキュメンタリー |
| 2010年 | Quit                                | ミニ・マート・クラーク#2                       |                                    |
| 2010年 | Malice in Lalaland                  | マリス                                         |                                    |
| 2010年 | The Girl from the Naked Eye         | レナ                                           | ポストプロダクション               |
| 2010年 | アントラージュ★オレたちのハリウッド | 本人                                           | エピソード6出演                    |
| 2011年 | I Melt with You                     | レイヴン                                       | ポストプロダクション               |
| 2011年 | Saints Row: The Third               | ヴィオラ・デウィンター＆キキ・デウィンター姉妹 | 顔も本人をベースに作られている     |
| 2014年 | ブラック・ハッカー                  | ジル・ゴダード                                 |                                    |
| 2014年 | The Scribbler                       | バニー                                         |                                    |

### アダルトビデオ
- 『ザ・ガールズ・オブ・レッドライト・ディストリクト サーシャ・グレイ』(プラム)
- 『サシャ・グレイ、トリー・ブラック 綺麗なお姉さんはスキモノですか？』(桃太郎映像出版)
- 『ハリウッド女優 サーシャ・グレイのディープスロート ～黄金のノドを持つ女～』(桃太郎映像出版)
- 『尻穴娘。 ～何でも挿せちゃう4次元アナル～』(桃太郎映像出版)